# Cuprascula
Cuprascula is een geslacht van rechtvleugeligen uit de familie veldsprinkhanen (Acrididae). De wetenschappelijke naam van dit geslacht is voor het eerst geldig gepubliceerd in 1921 door Sjöstedt.

## Soorten
Het geslacht Cuprascula  is monotypisch en omvat slechts de volgende soort:
- Cuprascula pictipes (Stål, 1878)